# 張鶠
張鶠（1477年—？），字九苞，直隸松江府上海縣人，民籍，明朝政治人物。

## 生平
應天府鄉試第四十四名舉人。弘治十八年（1505年）中式乙丑科會試第一百九十六名，二甲第十九名進士。

## 家族
曾祖張益；祖父張綸；父張鱉，母唐氏。严侍下。